# رضا كونيناف
كونينيف ولد في 13 جويلية 1972 في سانت غالن، سويسرا، رجل أعمال ومدير أعمال جزائري. وهو الرئيس التنفيذي لمجموعة KouGC منذ عام 2004.
تم اعتقاله في 22 أبريل 2019 في خضم الاحتجاجات الجزائرية وإتهامه بسرقة المال العام

## سيرة
إنه أصغر أبناء أحمد كونينيف وروز ماري ليسلوت هورلر.
بعد الدراسة في مدرسة باستور الثانوية في وهران، غادر عام 1989 إلى سويسرا لمواصلة دراساته، حصل على شهادة الدخول للجامعة ودرس الأعمال وتخرج. عاد إلى الجزائر لتولي موقع بناء KouGC في حاسي مسعود.
اشتهر كونينيف بقربه من سعيد بوتفليقة، شقيق ومستشار الرئيس الجزائري عبد العزيز بوتفليقة 
في عام 2018، حكمت محكمة الحراش على شركة الاتصالات الجزائرية الجزائر تليكوم بدفع 2.7 مليار دينار كتعويض لرضا كونينيف في النزاع التجاري بين شركته موبيلينك ومجموعة ألجيري تليكوم.

## اعتقال
تم اعتقاله في 22 أبريل 2019 مع إخوته عبد القادر كريم ونوح طارق من قبل قسم بحوث الدرك الوطني (SRGN)، في سياق احتجاجات 2019 في الجزائر. يشتبه بأن رضا وإخوانه لم يحترمو الالتزامات التعاقدية في تنفيذ المشاريع العامة، والتأثير في بيع البضاعة مع موظفي الخدمة المدنية للحصول على امتيازات وتحويل الأراضي والامتيازات ، تم تقدمهم إلى المدعي العام للجمهورية بسيدي محمد في الجزائر العاصمة، خضعوا لقاضي التحقيق طوال الليل، ثم وضعو تحت أمر توقيف ونقلو في صباح اليوم التالي إلى سجن الحراش.

## مذكرات ومراجع
1. ↑  Confidentiel: Kouninef va-t-il sortir de l'ombre pour...enfin diriger le FCE? - DIA نسخة محفوظة 28 مارس 2019 على موقع واي باك مشين.
2. ↑  Les Kouninef ou le côté obscur du régime: Toute l'actualité sur liberte-algerie.com نسخة محفوظة 3 أبريل 2019 على موقع واي باك مشين.
3. ↑  Les Kouninef, les princes discrets des milliardaires algériens - Algérie Part نسخة محفوظة 28 مارس 2019 على موقع واي باك مشين.
4. ↑  Réda Kouninef, l'homme qui parle à l'oreille de Saïd Bouteflika - Mondafrique نسخة محفوظة 24 نوفمبر 2018 على موقع واي باك مشين.
5. ↑  Procès intenté par Kouninef et le rôle de Houda Faraoun : Algérie Télécom s’explique — TSA نسخة محفوظة 30 مارس 2019 على موقع واي باك مشين.
6. ↑  Les frères Kouninef déférés devant le juge | El Watan نسخة محفوظة 12 مايو 2019 على موقع واي باك مشين.
7. ↑  VIDEO- Les frères Kouninef arrivent au tribunal de Sidi M'hamed - ALG24 نسخة محفوظة 24 أبريل 2019 على موقع واي باك مشين.